# Liste des ponts les plus longs de France
Cette liste des ponts les plus longs de France présente une liste de ponts de France possédant une portée supérieure à 100 mètres ou une longueur totale supérieure à 500 mètres (liste non exhaustive).
La longueur d'un pont ou d'un viaduc est mesurée entre culées, c'est-à-dire entre extrémités. Un ouvrage d'art est dit non courant dès que sa longueur dépasse 100 mètres. Il est dit exceptionnel lorsque celle-ci dépasse 500 mètres.
Cet inventaire est présenté sous forme de tableaux récapitulant les caractéristiques des différents ouvrages proposés, et peut-être trié selon les diverses entrées pour voir ainsi un type de pont particulier ou les ouvrages les plus récents par exemple. La seconde colonne donne la classification de l'ouvrage parmi ceux présentés, les colonnes Portée et Long. (longueur) sont exprimées en mètres et enfin Date indique la date de mise en service du pont.

## Grands ponts en service
Avec ses 1 028 446 km de routes, la France est le cinquième pays au monde en matière de densité de réseau rapportée à la superficie du pays, après la Belgique, les Pays-Bas, le Japon et la Slovénie. Le nombre d'ouvrages d'art est donc lui-même très important, mais il est impossible d'en donner le nombre exact. Il n'existe en effet aucune base de données nationale qui rassemble de manière exhaustive l'ensemble des ponts du territoire français, par contre différentes listes existent par nature d'ouvrages ou par circonscriptions administratives.
Le tableau suivant présente les ouvrages ayant des portées de plus de 100 mètres ou des longueurs totales supérieures à 500 mètres (liste non exhaustive).
| Illustration                                                         |     | Nom                                                       | Portée        | Long.  | Type                                                                                                 | Voie portée Voie franchie                                                                       | Date      | Localisation                                                                               | Département                      | Ref.       |
| -------------------------------------------------------------------- | --- | --------------------------------------------------------- | ------------- | ------ | --- | ----------------------------------------------------------------------------------------------- | --------- | ------------------------------------------------------------------------------------------ | -------------------------------- | ---------- |
|                                                                      | 1   | Pont de Normandie                                         | 856           | 2 141  | Haubané acier, béton précontraint                                                                    | Autoroute A29 Route européenne 44 Seine                                                         | 1995      | Le Havre - Honfleur 49° 25′ 56,1″ N, 0° 16′ 26,3″ E                                        | Seine-Maritime Calvados          |            |
|                                                                      | 2   | Pont de Tancarville                                       | 608           | 1 420  | Suspendu acier, béton précontraint, béton armé                                                       | Autoroute A131 Route européenne 5 N182 Seine                                                    | 1959      | Tancarville - Marais-Vernier 49° 28′ 21,6″ N, 0° 27′ 52,8″ E                               | Seine-Maritime Eure              |            |
|                                                                      | 3   | Pont de Saint-Nazaire                                     | 404           | 3 356  | Haubané acier, béton précontraint                                                                    | RD 213 Loire                                                                                    | 1975      | Saint-Nazaire - Saint-Brevin-les-Pins 47° 17′ 06,3″ N, 2° 10′ 13,8″ O                      | Loire-Atlantique                 | [ 1 ]      |
|                                                                      | 4   | Pont de l'Iroise                                          | 400           | 800    | Haubané acier, béton précontraint                                                                    | RN 165 Route européenne 60 Élorn                                                                | 1994      | Plougastel-Daoulas - Le Relecq-Kerhuon 48° 23′ 18,1″ N, 4° 23′ 55,6″ O                     | Finistère                        |            |
|                                                                      | 5   | Pont d'Aquitaine                                          | 394           | 1 767  | Suspendu acier, béton précontraint, pylônes en béton armé                                            | Autoroute A630 Route européenne 5 Rocade de Bordeaux Garonne                                    | 1967      | Bordeaux 44° 52′ 47,2″ N, 0° 32′ 09,7″ O                                                   | Gironde                          |            |
|                                                                      | 6   | Viaduc de Millau                                          | 342 (×6)      | 2 460  | Haubané Multihaubané, 7 piles béton, tablier et pylônes caissons acier, suspension axiale            | Autoroute A75 Route européenne 11 Gorges du Tarn                                                | 2004      | Millau - Creissels 44° 04′ 48″ N, 3° 01′ 20,6″ E                                           | Aveyron                          |            |
|                                                                      | 7   | Pont de Brotonne                                          | 320           | 1 278  | Haubané Tablier caisson béton, pylônes béton, suspension axiale                                      | RD 490 Seine                                                                                    | 1977      | Caudebec-en-Caux 49° 31′ 13,9″ N, 0° 44′ 49,8″ E                                           | Seine-Maritime                   |            |
|                                                                      | 8   | Viaduc du Chavanon                                        | 300           | 360    | Suspendu Tablier caisson mixte acier/béton, pylônes béton, suspension axiale                         | Autoroute A89 Route européenne 70 Chavanon                                                      | 2000      | Merlines - Messeix 45° 37′ 26,5″ N, 2° 28′ 47,5″ E                                         | Corrèze Puy-de-Dôme              |            |
|                                                                      | 9   | Pont de Térénez                                           | 285           | 515    | Haubané Tablier courbe dalle béton, pylônes béton                                                    | RD 791 Aulne                                                                                    | 2011      | Landévennec - Rosnoën 48° 16′ 07,9″ N, 4° 15′ 48,2″ O                                      | Finistère                        |            |
|                                                                      | 10  | Pont du Bras de la Plaine                                 | 281           | 305    | Treillis mixte acier/béton, précontrainte extérieure                                                 | RD 26 Bras de la Plaine                                                                         | 2001      | Saint-Pierre - Entre-Deux 21° 16′ 35,5″ S, 55° 27′ 56,7″ E                                 | La Réunion                       |            |
|                                                                      | 11  | Viaduc du Havre                                           | 275           | 1 410  | Pont à béquilles Acier                                                                               | Autoroute A29 Route européenne 44 Canal de Tancarville                                          | 1994      | Le Havre 49° 27′ 54,8″ N, 0° 16′ 27,6″ E                                                   | Seine-Maritime                   |            |
|                                                                      | 12  | Pont Châteaubriand                                        | 260           | 424    | Arc Béton, tablier porté                                                                             | RN 176 Rance                                                                                    | 1991      | Plouër-sur-Rance - La Ville-ès-Nonais 48° 32′ 14,6″ N, 1° 58′ 17,3″ O                      | Côtes-d'Armor Ille-et-Vilaine    | [ 2 ]      |
|                                                                      | 13  | Passerelle des Trois Pays                                 | 250           | 229    | Arc Acier, tablier intermédiaire                                                                     | Passerelle Rhin                                                                                 | 2007      | Huningue - Weil am Rhein - Bâle 47° 35′ 29,5″ N, 7° 35′ 23,8″ E                            | Haut-Rhin Allemagne              | [ Note 2 ] |
|                                                                      | 14  | Viaduc de la Grande Ravine                                | 250           | 288    | Pont à béquilles Tablier caisson acier, béquilles béton                                              | Route des Tamarins Grande Ravine                                                                | 2009      | Trois-Bassins 21° 07′ 19,6″ S, 55° 16′ 46,8″ E                                             | La Réunion                       |            |
|                                                                      | 15  | Pont de La Roche-Bernard                                  | 245           | 409    | Suspendu Tablier treillis acier, pylônes béton                                                       | RD 765 - Bd. de Bretagne Vilaine                                                                | 1960      | La Roche-Bernard - Marzan 47° 31′ 28,6″ N, 2° 18′ 18,4″ O                                  | Morbihan                         |            |
|                                                                      | 16  | Pont sur l'Oyapock                                        | 245           | 378    | À haubans                                                                                            | RN 2 (Guyane) Oyapock                                                                           | 2011      | Saint-Georges (Guyane) - Oiapoque 3° 52′ 51″ N, 51° 48′ 09″ O                              | Guyane française Brésil          |            |
|                                                                      | 17  | Pont de Cheviré                                           | 242           | 1 563  | Poutre-caisson Béton précontraint, travée centrale métallique                                        | RN 844 Route européenne 3 Loire                                                                 | 1990      | Nantes 47° 11′ 34,5″ N, 1° 36′ 49,2″ O                                                     | Loire-Atlantique                 |            |
|                                                                      | 18  | Pont suspendu d'Ancenis                                   | 238           | 412    | Suspendu Tablier treillis acier, pylônes béton                                                       | RD 763 Loire                                                                                    | 1953      | Ancenis - Liré 47° 21′ 42,3″ N, 1° 10′ 35,1″ O                                             | Loire-Atlantique Maine-et-Loire  |            |
|                                                                      | 19  | Viaduc du Viaur                                           | 220           | 460    | Arc Treillis acier, tablier porté                                                                    | Ligne de Castelnaudary à Rodez Viaur                                                            | 1902      | Tauriac-de-Naucelle - Tanus 44° 07′ 25,6″ N, 2° 19′ 51,1″ E                                | Aveyron Tarn                     |            |
|                                                                      | 20  | Viaduc de Martigues                                       | 210           | 875    | Pont à béquilles Tablier caisson acier, béquilles acier                                              | Autoroute A55 Canal de Caronte                                                                  | 1972      | Martigues 43° 24′ 08,9″ N, 5° 02′ 32,1″ E                                                  | Bouches-du-Rhône                 | [ 3 ]      |
|                                                                      | 21  | Pont Pierre-Pflimlin                                      | 205           | 957    | Poutre-caisson Béton précontraint                                                                    | RN 353 Rhin                                                                                     | 2002      | Strasbourg - Offenbourg 48° 29′ 29,1″ N, 7° 46′ 10,1″ E                                    | Bas-Rhin Allemagne               |            |
|                                                                      | 22  | Pont du Morbihan                                          | 201           | 376    | Arc Béton, tablier porté                                                                             | RN 165 Route européenne 60 Vilaine                                                              | 1995      | La Roche-Bernard 47° 31′ 53,8″ N, 2° 18′ 01,7″ O                                           | Morbihan                         |            |
|                                                                      | 23  | Pont de l'Europe                                          | 201           | 470    | Arc Béquilles béton, arc en acier, tablier intermédiaire caisson acier                               | RN 152 - Rue Gaston Deffie - Rue des Hautes Levées Loire                                        | 2000      | Saint-Jean-de-la-Ruelle - Saint-Pryvé-Saint-Mesmin 47° 53′ 44,5″ N, 1° 52′ 34,8″ E         | Loiret                           |            |
|                                                                      | 24  | Pont de Cornouaille                                       | 200           | 610    | Poutre-caisson Acier                                                                                 | RD 44 Odet                                                                                      | 1972      | Bénodet 47° 53′ 06,4″ N, 4° 07′ 18,1″ O                                                    | Finistère                        |            |
|                                                                      | 25  | Pont de Saint-Just-Saint-Rambert                          | 200           | 270    | Suspendu Auto-ancré, tablier mixte acier/béton, pylône béton, suspentes inclinées                    | RD 498 Loire                                                                                    | 2008      | Saint-Just-Saint-Rambert 45° 31′ 02,3″ N, 4° 14′ 56,3″ E                                   | Loire                            |            |
|                                                                      | 26  | Pont de Saint-Projet                                      | 195           | 195    | Suspendu Tablier poutres acier, pylônes béton                                                        | RD 982 Dordogne                                                                                 | 1945      | Neuvic 45° 17′ 15,4″ N, 2° 16′ 47,4″ E                                                     | Corrèze                          | [ 4 ]      |
|                                                                      | 27  | Pont autoroutier de Garabit                               | 195           | 308    | Pont à béquilles Tablier caisson béton, béquilles béton                                              | Autoroute A75 Route européenne 11 Truyère                                                       | 1993      | Ruynes-en-Margeride - Loubaresse 44° 58′ 13,4″ N, 3° 11′ 20,6″ E                           | Cantal                           |            |
|                                                                      | 28  | Pont de Tarascon-Beaucaire                                | 193           | 407    | Haubané Tablier dalle béton, pylônes béton                                                           | RD 90 Rhône                                                                                     | 2000      | Tarascon - Beaucaire 43° 47′ 14,2″ N, 4° 39′ 00,7″ E                                       | Bouches-du-Rhône Gard            |            |
|                                                                      | 29  | Viaduc de la Sioule                                       | 192 (×2)      | 990    | Poutre-caisson Béton précontraint                                                                    | Autoroute A89 Route européenne 70 Sioule                                                        | 2005      | Bromont-Lamothe - Saint-Ours 45° 51′ 14,2″ N, 2° 51′ 22″ E                                 | Puy-de-Dôme                      |            |
|                                                                      | 30  | Pont de la Caille                                         | 191           | 191    | Suspendu Tablier poutres acier, pylônes maçonnerie                                                   | Passerelle Les Usses                                                                            | 1839      | Cruseilles - Allonzier-la-Caille 46° 00′ 43″ N, 6° 06′ 42,4″ E                             | Haute-Savoie                     | [ Note 3 ] |
|                                                                      | 31  | Viaduc routier du Viaur                                   | 190           | 572    | Poutre-caisson Béton précontraint                                                                    | RN 88 Viaur                                                                                     | 1998      | Tanus 44° 07′ 05,6″ N, 2° 18′ 38,6″ E                                                      | Aveyron                          |            |
|                                                                      | 32  | Viaduc de la Colagne                                      | 190           | 663    | Poutre-caisson Béton précontraint                                                                    | RN 88 Colagne                                                                                   | 2009      | Le Monastier-Pin-Moriès 44° 29′ 53,1″ N, 3° 14′ 50,1″ E                                    | Lozère                           |            |
|                                                                      | 33  | Pont Albert-Louppe                                        | 188 (×3)      | 888    | Arc Béton, tablier porté                                                                             | Bd. Leopold Maissin - Route de Keralliou Élorn                                                  | 1930      | Plougastel-Daoulas - Le Relecq-Kerhuon 48° 23′ 14,1″ N, 4° 23′ 58,6″ O                     | Finistère                        |            |
|                                                                      | 34  | Pont de Sablons                                           | 185           |        | Suspendu Tablier poutres acier, pylônes acier                                                        | RD 820 - RD 1082 Rhône                                                                          | 1951      | Serrières - Sablons 45° 19′ 06,1″ N, 4° 46′ 01,8″ E                                        | Ardèche Isère                    |            |
|                                                                      | 35  | Viaduc du Pays de Tulle                                   | 181           | 854    | Poutre-caisson Béton précontraint                                                                    | Autoroute A89 Route européenne 70                                                               | 2002      | Tulle 45° 18′ 57,4″ N, 1° 47′ 23,2″ E                                                      | Corrèze                          |            |
|                                                                      | 36  | Pont suspendu de La Voulte-sur-Rhône                      | 180           | 278    | Suspendu Tablier poutres acier, pylônes maçonnerie                                                   | D 86F Rhône                                                                                     | 1889      | La Voulte-sur-Rhône 44° 48′ 00,2″ N, 4° 47′ 04,1″ E                                        | Ardèche                          | [ 5 ]      |
|                                                                      | 37  | Pont de Varades                                           | 178           | 309    | Suspendu Tablier treillis acier, pylônes béton                                                       | RD 752 Loire                                                                                    | 1965      | Varades - Saint-Florent-le-Vieil 47° 22′ 11,7″ N, 1° 00′ 57″ O                             | Loire-Atlantique Maine-et-Loire  |            |
|                                                                      | 38  | Pont de Groslée                                           | 177           |        | Suspendu Tablier treillis aluminium, pylônes maçonnerie                                              | RD 19B Rhône                                                                                    | 1912      | Groslée - Brangues 45° 42′ 44,4″ N, 5° 32′ 54,7″ E                                         | Ain Isère                        |            |
|                                                                      | 39  | Pont Saint-Hubert                                         | 173           | 424    | Suspendu Tablier poutres acier, pylônes béton                                                        | RD 366 Rance                                                                                    | 1928 1959 | Plouër-sur-Rance - La Ville-ès-Nonais 48° 32′ 07,3″ N, 1° 58′ 15,7″ O                      | Côtes-d'Armor Ille-et-Vilaine    |            |
|                                                                      | 40  | Viaduc de Gennevilliers                                   | 172 (×2)      | 658    | Poutre-caisson Béton précontraint                                                                    | Autoroute A15 Seine                                                                             | 1976      | Gennevilliers 48° 56′ 54,6″ N, 2° 16′ 50,9″ E                                              | Hauts-de-Seine                   |            |
|                                                                      | 41  | Pont sur le grand canal d'Alsace                          | 172           | 430    | Poutre-caisson Béton précontraint                                                                    | Autoroute A36 Route européenne 54 Route européenne 60 Grand canal d'Alsace                      | 1979      | Ottmarsheim 47° 46′ 32,5″ N, 7° 31′ 26,9″ E                                                | Haut-Rhin                        |            |
|                                                                      | 42  | Viaduc de la ravine Fontaine                              | 170           | 200    | Arc Acier, tablier porté mixte acier/béton                                                           | Route des Tamarins Ravine Fontaine                                                              | 2009      | Saint-Leu 21° 09′ 51,1″ S, 55° 17′ 52,4″ E                                                 | La Réunion                       |            |
|                                                                      | 43  | Viaduc de Garabit                                         | 165           | 565    | Arc Fer forgé, tablier porté                                                                         | Ligne de Béziers à Neussargues Truyère                                                          | 1888      | Ruynes-en-Margeride 44° 58′ 31,3″ N, 3° 10′ 37,8″ E                                        | Cantal                           |            |
| Pont de Cassagne, Pont Gisclard                                      | 44  | Pont de Cassagne                                          | 156           | 253    | Haubané Tablier poutres acier, pylônes acier, piles maçonneries Type Gisclard                        | Ligne de Cerdagne Têt                                                                           | 1909      | Sauto - Planès 42° 30′ 14,3″ N, 2° 08′ 36,1″ E                                             | Pyrénées-Orientales              |            |
|                                                                      | 45  | Viaduc de Calix                                           | 156           | 1 182  | Poutre-caisson Béton précontraint                                                                    | RN 814 Route européenne 46 Orne - Canal de Caen à la mer                                        | 1974      | Caen 49° 11′ 10,5″ N, 0° 19′ 46″ O                                                         | Calvados                         |            |
|                                                                      | 46  | Viaduc de Poncin                                          | 155           | 566    | Poutre-caisson Béton précontraint                                                                    | Autoroute A40 Route européenne 21 Route européenne 62 Ain - RD91                                | 1986      | Poncin 46° 05′ 35,9″ N, 5° 24′ 21″ E                                                       | Ain                              |            |
|                                                                      | 47  | Pont suspendu de la Rivière de l'Est                      | 152           | 152    | Suspendu Tablier poutres acier, pylônes maçonnerie                                                   | Passerelle Rivière de l'Est                                                                     | 1889      | Saint-Benoît - Sainte-Rose 21° 07′ 26,5″ S, 55° 44′ 53″ E                                  | La Réunion                       | [ Note 3 ] |
|                                                                      | 48  | Pont de Bourgogne                                         | 151.8         | 352    | haubané, tablier béton précontraint, pylônes en béton armé                                           | RD 5A (rocade de Chalon-sur-Saône) Saône                                                        | 1992      | Chalon-sur-Saône                                                                           | Saône-et-Loire                   |            |
|                                                                      | 49  | Viaduc de la Barricade                                    | 150           | 420    | Poutre-caisson Béton précontraint                                                                    | Autoroute A89 Ruisseau de la Barricade                                                          | 1999      | Aix - Merlines 45° 36′ 47,62″ N, 2° 26′ 42,19″ E                                           | Corrèze                          |            |
|                                                                      | 50  | Pont Confluences                                          | 149           | 293    | Arc Béquilles béton, arc en acier, tablier intermédiaire caisson acier                               | Ligne A (Tramway d'Angers) Maine - RN 23                                                        | 2010      | Angers 47° 28′ 50″ N, 0° 33′ 10,4″ O                                                       | Maine-et-Loire                   |            |
|                                                                      | 51  | Viaduc sur l'Isère                                        | 148           | 304    | Haubané                                                                                              | Autoroute A49 Grenoble - Valence                                                                | 1991      | Saint-Lattier                                                                              | Drôme Isère                      |            |
|                                                                      | 52  | Pont Joseph-Le-Brix                                       | 147           | 300    | Pont à béquilles Tablier caisson acier, béquilles acier                                              | RD 101 Rivière du Bono                                                                          | 1969      | Le Bono 47° 38′ 20,7″ N, 2° 57′ 19,3″ O                                                    | Morbihan                         |            |
|                                                                      | 53  | Nouveau pont du Bonhomme                                  | 147           | 282    | Pont à béquilles Tablier caisson béton, béquilles béton                                              | RD 194 Blavet                                                                                   | 1974      | Kervignac 47° 45′ 54,1″ N, 3° 18′ 07,5″ O                                                  | Morbihan                         |            |
|                                                                      | 54  | Viaduc de Verrières                                       | 144           | 720    | Poutre-caisson Mixte caisson acier/dalle béton, bracons                                              | Autoroute A75 Route européenne 11 Lumansonesque                                                 | 2003      | Verrières 44° 11′ 51,1″ N, 3° 03′ 55,8″ E                                                  | Aveyron                          |            |
|                                                                      | 55  | Pont Éric-Tabarly                                         | 143           | 210    | Haubané Monopylône, tablier caisson acier, pylône acier                                              | Bd. de Sarrebruck - Bd. de la Loire Loire                                                       | 2011      | Nantes 47° 12′ 45,5″ N, 1° 31′ 45,8″ O                                                     | Loire-Atlantique                 |            |
|                                                                      | 56  | Pont du Tricastin                                         | 142           | 203    | Poutre-caisson Béton précontraint                                                                    | RD 204 Canal de Donzère-Mondragon                                                               |           | Bollène 44° 19′ 23,7″ N, 4° 44′ 15,2″ E                                                    | Vaucluse                         |            |
|                                                                      | 57  | Viaduc d'Austerlitz                                       | 140           |        | Arc Acier, tablier intermédiaire                                                                     | Ligne 5 du métro de Paris Seine                                                                 | 1904      | Paris 48° 50′ 36,7″ N, 2° 22′ 04,3″ E                                                      | Paris 12e et 13e                 |            |
|                                                                      | 58  | Viaduc du Crozet pont est                                 | 140           | 348    | Arc Béton, tablier porté                                                                             | Autoroute A51 Route européenne 712 RD 1075                                                      | 1999      | Vif 45° 02′ 27,7″ N, 5° 40′ 03,1″ E                                                        | Isère                            |            |
|                                                                      | 59  | Pont Caquot                                               | 137           | 232    | Arc Béton, tablier porté                                                                             | RD 1201 Les Usses                                                                               | 1928      | Cruseilles - Allonzier-la-Caille 46° 00′ 42,6″ N, 6° 06′ 45,2″ E                           | Haute-Savoie                     |            |
|                                                                      | 60  | Pont du Vecchio                                           | 137           | 222    | Poutre-caisson Béton précontraint, caisson ajouré                                                    | RN 193 Vecchio                                                                                  | 1999      | Venaco 42° 11′ 35,3″ N, 9° 10′ 03,4″ E                                                     | Haute-Corse                      |            |
|                                                                      | 61  | Viaduc d'Auxonne et des Maillys                           | 136           | 552    | Poutre-caisson Béton précontraint                                                                    | Autoroute A39 Saône                                                                             | 1995      | Auxonne 47° 10′ 13,8″ N, 5° 21′ 20,3″ E                                                    | Côte-d'Or                        |            |
|                                                                      | 62  | Pont de la Rivière de l'Est                               | 135           | 209    | Poutre-caisson Béton précontraint                                                                    | RN 2 Rivière de l'Est                                                                           | 1979      | Saint-Benoît - Sainte-Rose 21° 07′ 27,7″ S, 55° 44′ 51,8″ E                                | La Réunion                       |            |
|                                                                      | 63  | Pont de Trellins                                          | 134           | 232    | Arc Béton, tablier porté, 2 articulations                                                            | RD 22 Isère                                                                                     | 1985      | Vinay 45° 11′ 42,5″ N, 5° 25′ 27,8″ E                                                      | Isère                            |            |
|                                                                      | 64  | Viaduc de la Clidane                                      | 132           | 540    | Poutre-caisson Béton précontraint                                                                    | Autoroute A89 Route européenne 70 Clidane                                                       | 1999      | Bourg-Lastic 45° 37′ 47,7″ N, 2° 31′ 50,4″ E                                               | Puy-de-Dôme                      |            |
|                                                                      | 65  | Pont de Saint-Pierre-du-Vauvray                           | 131.80        |        | Arc Béton, tablier porté                                                                             | RD313 Seine                                                                                     | 1947      | Saint-Pierre-du-Vauvray 49° 13′ 50″ N, 1° 13′ 37″ E                                        | Eure                             |            |
|                                                                      | 66  | Pont de Saint-Claude                                      | 130           |        | Arc Béton, tablier porté                                                                             | RD 436 Tacon - Rue du Plan du Moulin                                                            | 1939      | Saint-Claude 46° 23′ 07″ N, 5° 51′ 51,1″ E                                                 | Jura                             |            |
|                                                                      | 67  | Viaduc de Bellegarde-sur-Valserine                        | 130           | 1 055  | Poutre-caisson Béton précontraint                                                                    | Autoroute A40 Route européenne 21 Route européenne 62 Rhône - RD 25 et 1508                     | 1982      | Bellegarde-sur-Valserine 46° 06′ 13,3″ N, 5° 49′ 10,5″ E                                   | Ain                              |            |
|                                                                      | 68  | Viaduc de la Rauze                                        | 130           | 556    | Poutre-caisson Béton précontraint                                                                    | Autoroute A20 Route européenne 9 Vallon de La Rauze                                             | 1999      | Nadillac 44° 32′ 44,2″ N, 1° 30′ 57,8″ E                                                   | Lot                              |            |
|                                                                      | 69  | Viaduc de la ravine des Trois-Bassins                     | 126           | 374    | Extradossé Asymétrique, tablier caisson béton avec bracons, déviateur béton                          | Route des Tamarins Ravine des Trois-Bassins                                                     | 2008      | Trois-Bassins 21° 06′ 20,5″ S, 55° 16′ 19,2″ E                                             | La Réunion                       |            |
|                                                                      | 70  | Pont de Serrières-sur-Ain                                 | 125           | 205    | Arc Béton, tablier porté                                                                             | RD 979 Ain                                                                                      | 1959      | Serrières-sur-Ain 46° 09′ 04,3″ N, 5° 26′ 47″ E                                            | Ain                              |            |
|                                                                      | 71  | Pont des Lônes                                            | 125           | 526    | Poutre-caisson Mixte caisson acier/dalle béton, bracons                                              | RD 96 Rhône                                                                                     | 2004      | Valence 44° 54′ 29,3″ N, 4° 52′ 01,5″ E                                                    | Drôme                            |            |
|                                                                      | 72  | Pont du Port à l'Anglais                                  | 124           | 230    | Suspendu Tablier poutres acier, pylônes maçonnerie, câbles d'équilibre                               | RD 148 Seine                                                                                    | 1927      | Alfortville - Vitry-sur-Seine 48° 47′ 50,3″ N, 2° 25′ 07,6″ E                              | Val-de-Marne                     |            |
|                                                                      | 73  | Viaduc de Nantua                                          | 124           | 1 003  | Poutre-caisson Béton précontraint                                                                    | Autoroute A40 Route européenne 21 Route européenne 62 Vallée de Nantua                          | 1988 1996 | Nantua 46° 08′ 31,8″ N, 5° 36′ 59,3″ E                                                     | Ain                              |            |
|                                                                      | 74  | Pont de Triel-sur-Seine                                   | 124 (×3)      | 635    | Mixte acier/béton Bipoutre                                                                           | RD 1 Seine                                                                                      | 2003      | Triel-sur-Seine - Vernouillet 48° 58′ 04,4″ N, 2° 00′ 04,1″ E                              | Yvelines                         |            |
|                                                                      | 75  | Viaduc de Carrières-sur-Seine                             | 122 (×3)      | 510    | Poutre-caisson Béton précontraint                                                                    | Autoroute A14 Seine                                                                             | 1995      | Carrières-sur-Seine - Nanterre 48° 54′ 23,5″ N, 2° 11′ 36,1″ E                             | Yvelines Hauts-de-Seine          |            |
|                                                                      | 76  | Pont du contournement nord de Château-Gontier-sur-Mayenne | 122           | 296    | Arc Béton armé et acier                                                                              | Mayenne                                                                                         | 2022      | Fromentières - La Roche-Neuville 47° 51′ 13″ N, 0° 41′ 50″ O                               | Mayenne                          | [ 6 ]      |
|                                                                      | 77  | Pont d'Oxford                                             | 121           | 188    | Haubané Monopylône, tablier poutres béton, pylône béton                                              | Isère                                                                                           | 1991      | Grenoble 45° 12′ 26,7″ N, 5° 42′ 07,4″ E                                                   | Isère                            | [ 7 ]      |
|                                                                      | 78  | Viaduc de Vénéjan-Mornas                                  | 121           | 887    | Arc Acier, tablier mixte acier/béton Pont bow-string                                                 | LGV Méditerranée Rhône                                                                          | 1999      | Mornas - Vénéjan 44° 12′ 09,9″ N, 4° 42′ 23,8″ E                                           | Vaucluse Gard                    |            |
|                                                                      | 79  | Viaduc du Magnan                                          | 120 (×3)      | 486    | Poutre-caisson Béton précontraint                                                                    | Autoroute A8 Route européenne 74 Route européenne 80 Vallon du Magnan                           | 1975 1983 | Nice 43° 43′ 20,4″ N, 7° 13′ 20,1″ E                                                       | Alpes-Maritimes                  |            |
|                                                                      | 80  | Viaduc de Martrou                                         | 120           | 1 132  | Poutre-caisson Béton précontraint                                                                    | RD 733 Charente - RD 911                                                                        | 1991      | Rochefort 45° 54′ 57,6″ N, 0° 57′ 57,6″ O                                                  | Charente-Maritime                |            |
|                                                                      | 81  | Pont Gustave-Flaubert                                     | 120           | 670    | Poutre-caisson Acier Pont levant                                                                     | Autoroute A150 - RN 338 et 1338 Seine                                                           | 2008      | Rouen 49° 26′ 37,2″ N, 1° 03′ 50,7″ E                                                      | Seine-Maritime                   | [ Note 4 ] |
|                                                                      | 82  | Viaduc du Littoral                                        | 120           | 5409   | Poutre-caisson Béton précontraint                                                                    | Nouvelle route du Littoral (RN1) Océan Indien                                                   | 2022      | Saint-Denis                                                                                | La Réunion                       | [ 9 ]      |
|                                                                      | 83  | Pont Lorois                                               | 115,20        |        | Suspendu Tablier poutres acier, pylônes acier                                                        | RD 781 Étel                                                                                     | 1956      | Belz 47° 40′ 33,2″ N, 3° 12′ 00,5″ O                                                       | Morbihan                         |            |
|                                                                      | 84  | Pont Mathilde                                             | 115 +114      | 585    | Poutres métalliques, dalle orthotrope, repose sur une console béton d'un côté                        | Route européenne 46 Route européenne 402 RN 28 - RD 6028 Seine                                  | 1979      | Rouen 49° 25′ 58,5″ N, 1° 06′ 15,5″ E                                                      | Seine-Maritime                   |            |
|                                                                      | 85  | Pont de Seyssel                                           | 115           | 220    | Haubané Monopylône, tablier mixte acier/béton, pylône béton                                          | RD 992 Rhône                                                                                    | 1987      | Seyssel (Ain) - Seyssel (Haute-Savoie) 45° 57′ 09,3″ N, 5° 50′ 02,7″ E                     | Ain Haute-Savoie                 |            |
|                                                                      | 86  | Viaduc de la Garde-Adhémar                                | 115 (×2)      | 325    | Arc Acier Pont bow-string                                                                            | LGV Méditerranée Canal de Donzère-Mondragon                                                     | 2000      | Pierrelatte 44° 22′ 25,7″ N, 4° 43′ 46,5″ E                                                | Drôme                            |            |
|                                                                      | 87  | Pont de Lézardrieux                                       | 112           | 261    | Haubané Tablier poutres acier, piles béton, pylônes acier                                            | RD 786 Trieux                                                                                   | 1925      | Lézardrieux - Paimpol 48° 46′ 50,4″ N, 3° 06′ 22,9″ O                                      | Côtes-d'Armor                    |            |
|                                                                      | 88  | Passerelle du Collège                                     | 110           | 198    | Suspendu Tablier poutres acier, pylônes maçonnerie                                                   | Passerelle Rhône                                                                                | 1845      | Lyon 45° 45′ 56,1″ N, 4° 50′ 23,3″ E                                                       | Métropole de Lyon                |            |
|                                                                      | 89  | Pont de Confolent                                         | 110           | 140    | Suspendu Tablier poutres acier, pylônes maçonnerie                                                   | RD 461 Loire                                                                                    | 1863      | Beauzac 45° 15′ 29,1″ N, 4° 08′ 38,4″ E                                                    | Haute-Loire                      |            |
| Pont sur le Rhin d'Ottmarsheim, Rheinbrücke Ottmarsheim              | 90  | Pont sur le Rhin d'Ottmarsheim                            | 110           | 250    | Poutre-caisson Béton précontraint                                                                    | Autoroute A36 Route européenne 54 Route européenne 60 Rhin                                      | 1979      | Ottmarsheim - Neuenburg am Rhein 47° 46′ 32,1″ N, 7° 31′ 48,1″ E                           | Haut-Rhin Allemagne              |            |
|                                                                      | 91  | Pont de l'île de Ré                                       | 110 (×23)     | 2 927  | Poutre-caisson Béton précontraint                                                                    | RD 735 Océan Atlantique                                                                         | 1988      | La Rochelle - Rivedoux-Plage 46° 10′ 13,8″ N, 1° 14′ 35,2″ O                               | Charente-Maritime                |            |
|                                                                      | 92  | Viaduc de Mesnil-le-Roi                                   | 110           | 501    | Poutre-caisson Béton précontraint                                                                    | Autoroute A14 Seine - RD 159                                                                    | 1995      | Le Mesnil-le-Roi 48° 55′ 03,7″ N, 2° 07′ 11,3″ E                                           | Yvelines                         |            |
|                                                                      | 93  | Viaduc d'Echinghen                                        | 110           | 1 301  | Poutre-caisson Précontraint, âmes tubes acier, hourdis béton précontraint                            | Autoroute A16 Route européenne 402 RD 234                                                       | 1997      | Saint-Léonard 50° 41′ 48,2″ N, 1° 38′ 09,4″ E                                              | Pas-de-Calais                    |            |
|                                                                      | 94  | Viaduc de Monestier                                       | 110           | 860    | Mixte acier/béton Bipoutre                                                                           | Autoroute A51 Route européenne 712 RD 1075 - Ligne des Alpes                                    | 2006      | Monestier-de-Clermont 44° 55′ 51,3″ N, 5° 38′ 20″ E                                        | Isère                            |            |
|                                                                      | 95  | Pont Bacalan-Bastide                                      | 110           | 575    | Poutre-caisson Acier Pont levant                                                                     | Voies routières - Tramway Garonne                                                               | 2012      | Bordeaux 44° 51′ 30,7″ N, 0° 33′ 05,7″ O                                                   | Gironde                          |            |
|                                                                      | 96  | Pont de Kerplouz                                          | 109           | 294    | Pont à béquilles Tablier caisson béton, béquilles béton                                              | RN 165 Route européenne 60 Auray                                                                | 1989      | Auray 47° 39′ 34,8″ N, 2° 58′ 39,1″ O                                                      | Morbihan                         |            |
| Pont de Chaulière, Pont de l’Artuby, Pont d'Aiguines                 | 97  | Pont de Chaulière                                         | 107           | 142    | Arc Béton, tablier porté                                                                             | RD 71 Artuby                                                                                    | 1940      | Aiguines - Comps-sur-Artuby 43° 43′ 48,7″ N, 6° 23′ 13,7″ E                                | Var                              | [ Note 5 ] |
|                                                                      | 98  | Viaduc de la Chiers                                       | 106           | 584    | Poutre-caisson Mixte caisson acier/dalle béton                                                       | RN 52 Chiers - RD 18                                                                            | 1987      | Réhon 49° 30′ 20,7″ N, 5° 45′ 25,5″ E                                                      | Meurthe-et-Moselle               |            |
| Passerelle Léopold-Sédar-Senghor (anciennement passerelle Solférino) | 99  | Passerelle Léopold-Sédar-Senghor                          | 106           | 140    | Arc Acier, tablier porté                                                                             | Passerelle Seine                                                                                | 1999      | Paris 48° 51′ 42,7″ N, 2° 19′ 29,1″ E                                                      | Paris 1er et 7e                  |            |
|                                                                      | 100 | Viaduc de Beauregard                                      | 105           | 529    | Mixte acier/béton Bipoutre                                                                           | Autoroute A31 Route européenne 25 Moselle                                                       | 1974 1986 | Thionville 49° 20′ 53,7″ N, 6° 09′ 44,2″ E                                                 | Moselle                          |            |
|                                                                      | 101 | Viaduc de Roquemaure                                      | 105           | 680    | Poutre-caisson Béton précontraint                                                                    | LGV Méditerranée Rhône                                                                          | 1999      | Roquemaure 44° 04′ 22,8″ N, 4° 45′ 55,8″ E                                                 | Gard                             |            |
|                                                                      | 102 | Viaduc de la Belle-Anguille                               | 105           | 672    | Mixte acier/béton Bipoutre                                                                           | RD 164 et 177 Vilaine - Ligne de Rennes à Redon                                                 | 2002      | Redon - Saint-Nicolas-de-Redon 47° 39′ 33,5″ N, 2° 02′ 53,5″ O                             | Ille-et-Vilaine Loire-Atlantique | [ 11 ]     |
|                                                                      | 103 | Viaduc de la Vézère-Corrèze                               | 105           | 1 002  | Mixte acier/béton Bipoutre, hauteurs variables                                                       | Autoroute A89 Route européenne 70 Vézère - Corrèze                                              | 2005      | Brive-la-Gaillarde 45° 09′ 56,2″ N, 1° 27′ 33,9″ E                                         | Corrèze                          |            |
|                                                                      | 104 | Viaduc de Rieucros                                        | 105           | 265    | Mixte acier/béton Bipoutre, hauteurs variables                                                       | Av. du 11 novembre Av. du 8 mai 1945 Rieucros                                                   | 2009      | Mende 44° 31′ 32,4″ N, 3° 29′ 03,1″ E                                                      | Lozère                           |            |
|                                                                      | 105 | Pont de Saint-Nazaire-en-Royans                           | 104           |        | Arc Béton, tablier porté                                                                             | RD 76 Isère                                                                                     | 1948      | Saint-Nazaire-en-Royans - Saint-Lattier 45° 04′ 01,9″ N, 5° 14′ 34,8″ E                    | Drôme Isère                      |            |
|                                                                      | 106 | Pont de Saint-Florent-le-Vieil                            | 104 (×2)      | 208    | Haubané Monopylône, symétrique, tablier mixte acier/béton, pylône béton                              | RD 752 Loire                                                                                    | 1965      | Saint-Florent-le-Vieil - Varades 47° 21′ 54,6″ N, 1° 00′ 51,7″ O                           | Loire-Atlantique                 |            |
|                                                                      | 107 | Pont du Cadre Noir                                        | 103 (×6)      | 740    | Poutre-caisson Béton précontraint                                                                    | RN 347 Loire                                                                                    | 1982 2010 | Saumur 47° 16′ 12″ N, 0° 05′ 10,7″ O                                                       | Maine-et-Loire                   |            |
|                                                                      | 108 | Viaduc autoroutier de Saint-Cloud                         | 102           | 1 100  | Poutre-caisson Béton précontraint                                                                    | Autoroute A13 Route européenne 5 Seine                                                          | 1974      | Saint-Cloud 48° 50′ 52,9″ N, 2° 13′ 31,9″ E                                                | Hauts-de-Seine                   |            |
|                                                                      | 109 | Pont de Gilly                                             | 102           | 162    | Haubané Tablier en béton précontraint, pylônes béton                                                 | RD 64 Isère                                                                                     | 1990      | Gilly-sur-Isère 45° 39′ 08,8″ N, 6° 21′ 25,2″ E                                            | Savoie                           |            |
|                                                                      | 110 | Pont François Mitterrand                                  | 102 (×5)      | 642    | Poutre-caisson Béton précontraint                                                                    | Autoroute A630 Route européenne 70 Rocade de Bordeaux Garonne                                   | 1993      | Bordeaux 44° 48′ 28″ N, 0° 31′ 38″ O                                                       | Gironde                          |            |
|                                                                      | 111 | Viaduc du Crozet pont ouest                               | 102           | 364    | Arc Béton, tablier porté                                                                             | Autoroute A51 Route européenne 712 RD 1075                                                      | 1999      | Vif 45° 02′ 28,7″ N, 5° 40′ 02″ E                                                          | Isère                            |            |
|                                                                      | 112 | Pont de Volonne                                           | 102           |        | Haubané Tablier mixte acier/béton, pylônes béton                                                     | RD 404 Durance                                                                                  | 2006      | Volonne 44° 06′ 31,1″ N, 6° 00′ 28,1″ E                                                    | Alpes-de-Haute-Provence          |            |
|                                                                      | 113 | Viaduc d'Oissel                                           | 100           | 750    | Poutre-caisson Béton précontraint                                                                    | Autoroute A13 Route européenne 5 Seine                                                          | 1970      | Oissel - Tourville-la-Rivière 49° 20′ 00,8″ N, 1° 04′ 47,7″ E                              | Seine-Maritime                   |            |
|                                                                      | 114 | Viaduc de l'Arrêt-Darré                                   | 100           | 512    | Poutre-caisson Béton précontraint                                                                    | Autoroute A64 Route européenne 80 RD 817                                                        | 1987      | Lhez 43° 11′ 49,6″ N, 0° 11′ 27,2″ E                                                       | Hautes-Pyrénées                  |            |
|                                                                      | 115 | Viaduc du Champ-du-Comte                                  | 100           | 1 037  | Poutre-caisson Béton précontraint                                                                    | RN 90                                                                                           | 1990      | La Léchère 45° 31′ 59,5″ N, 6° 28′ 28,3″ E                                                 | Savoie                           |            |
| Viaduc de Bourran, Viaduc de l'Europe                                | 116 | Viaduc de Bourran                                         | 100           | 325    | Poutre-caisson Béton précontraint                                                                    | RD 840 Av. Jean-Monnet - Av. de l'Europe Auterne - Rocade de Rodez                              | 1990      | Rodez 44° 21′ 20,3″ N, 2° 33′ 40,2″ E                                                      | Aveyron                          |            |
|                                                                      | 117 | Viaduc du Lignon                                          | 100           | 640    | Mixte acier/béton Bipoutre                                                                           | RN 88 Lignon du Velay                                                                           | 1993      | Saint-Maurice-de-Lignon - Monistrol-sur-Loire 45° 15′ 26,8″ N, 4° 08′ 48,9″ E              | Haute-Loire                      |            |
|                                                                      | 118 | Viaduc de Criquebeuf                                      | 100           | 512    | Mixte acier/béton Bipoutre                                                                           | Autoroute A13 Route européenne 5 Seine - Eure                                                   | 1994      | Criquebeuf-sur-Seine - Sotteville-sous-le-Val 49° 18′ 33,9″ N, 1° 06′ 46,4″ E              | Eure                             |            |
|                                                                      | 119 | Viaduc de Ventabren                                       | 100           | 1 733  | Poutre-caisson Béton précontraint                                                                    | LGV Méditerranée Autoroute A8 Route européenne 80 RD 10                                         | 1998      | Ventabren 43° 32′ 56,8″ N, 5° 19′ 45,6″ E                                                  | Bouches-du-Rhône                 |            |
|                                                                      | 120 | Double Viaduc TGV d'Avignon                               | 100 (×10×2)   | 1 500  | Poutre-caisson Béton précontraint                                                                    | LGV Méditerranée Rhône - RD 2                                                                   | 1998      | Avignon - Les Angles 43° 56′ 04,4″ N, 4° 45′ 24,2″ E                                       | Vaucluse Gard                    |            |
|                                                                      | 121 | Viaduc du Chadon                                          | 100           | 530    | Mixte acier/béton Bipoutre                                                                           | Autoroute A89 Route européenne 70 Chadon                                                        | 2002      | Gimel-les-Cascades 45° 18′ 22″ N, 1° 49′ 39,1″ E                                           | Corrèze                          |            |
|                                                                      | 122 | Pont ferroviaire LGV de Cubzac                            | 100           | 1319   | Poutre-caisson Béton précontraint                                                                    | LGV Sud Europe Atlantique Dordogne                                                              | 2017      | Cubzac-les-Ponts - Saint-Loubès - Saint-Romain-la-Virvée 44° 57′ 04,67″ N, 0° 27′ 12,77″ E | Gironde                          |            |
|                                                                      | 123 | Viaduc du Gouët                                           | 99            | 524    | Poutre-caisson Béton précontraint                                                                    | RN 12 Route européenne 50 Gouët                                                                 | 1983      | Saint-Brieuc - Plérin 48° 31′ 24,7″ N, 2° 45′ 00,8″ O                                      | Côtes-d'Armor                    |            |
|                                                                      | 124 | Pont de l'Harteloire                                      | 97            | 581    | Treillis Acier, type Warren, dalle béton                                                             | Rue Tourville Penfeld                                                                           | 1951      | Brest 48° 23′ 33,5″ N, 4° 30′ 02,1″ O                                                      | Finistère                        |            |
|                                                                      | 125 | Pont de la Libération                                     | 96.25         | 100    | Arc Béton, tablier porté                                                                             | RD911 Lot                                                                                       | 1919      | Villeneuve-sur-Lot 44° 24′ 17,2″ N, 0° 42′ 20,5″ E                                         | Lot-et-Garonne                   |            |
| Viaduc de Saint-Paul, Viaduc de Bernica                              | 126 | Viaduc de Saint-Paul                                      | 96            | 756    | Poutre-caisson Béton précontraint                                                                    | Route des Tamarins Rempart de Plateau Caillou                                                   | 2009      | Saint-Paul 21° 00′ 55,3″ S, 55° 16′ 03,2″ E                                                | La Réunion                       |            |
|                                                                      | 127 | Pont autoroutier de Saint-André-de-Cubzac                 | 95            | 1 164  | Poutre-caisson Béton précontraint                                                                    | Autoroute A10 Route européenne 5 Dordogne - RD 115 et 737                                       | 1974 2000 | Cubzac-les-Ponts 44° 57′ 19,4″ N, 0° 27′ 12,6″ O                                           | Gironde                          |            |
|                                                                      | 128 | Pont de l'Erdre                                           | 95            | 500    | Mixte acier/béton Bipoutre                                                                           | Autoroute A11 Route européenne 60 Périphérique de Nantes Erdre                                  | 1993      | La Chapelle-sur-Erdre 47° 16′ 31,6″ N, 1° 31′ 44,3″ O                                      | Loire-Atlantique                 |            |
|                                                                      | 129 | Viaduc de Saint André                                     | 95            | 904    | Poutre-caisson Béton précontraint                                                                    | Autoroute A43 Route européenne 70 Arc                                                           | 1999      | Modane 45° 11′ 54,7″ N, 6° 36′ 48,4″ E                                                     | Savoie                           |            |
|                                                                      | 130 | Viaduc du Mascaret                                        | 95 (×3)       | 541    | Mixte acier/béton Bipoutre, hauteurs variables                                                       | Autoroute A89 Route européenne 70 Dordogne                                                      | 2000      | Libourne 44° 55′ 06,8″ N, 0° 15′ 40,1″ O                                                   | Gironde                          |            |
|                                                                      | 131 | Viaduc de Meaux                                           | 93            | 1 196  | Travée sous-bandé Tablier poutre-caisson, hourdis béton précontraint, âmes plano-tubulaires, bracons | Autoroute A140 Ligne Paris - Strasbourg, Marne, canaux de l'Ourcq et de Chalifert               | 2004      | Meaux 48° 55′ 01″ N, 2° 51′ 08,9″ E                                                        | Seine-et-Marne                   |            |
|                                                                      | 132 | Pont suspendu de Tonnay-Charente                          | 90            | 635    | Suspendu Tablier poutres acier, platelage bois, piles maçonnerie, pylônes acier                      | Passerelle Charente                                                                             | 1842      | Tonnay-Charente 45° 56′ 24,5″ N, 0° 53′ 09,5″ O                                            | Charente-Maritime                | [ Note 3 ] |
|                                                                      | 133 | Viaduc de la Risle                                        | 90            | 1 320  | Mixte acier/béton Bipoutre                                                                           | Autoroute A28 Route européenne 402 Risle - RD 130                                               | 2005      | Brionne 49° 09′ 49,8″ N, 0° 43′ 16,4″ E                                                    | Eure                             |            |
|                                                                      | 134 | Pont de Noirmoutier                                       | 88            | 583    | Poutre-caisson Béton précontraint                                                                    | RD 38 Océan Atlantique                                                                          | 1971      | Île de Noirmoutier - La Barre-de-Monts 46° 53′ 31,7″ N, 2° 08′ 58,4″ O                     | Vendée                           |            |
|                                                                      | 135 | Viaduc de la Côtière (ferroviaire)                        | 88            | 1 725  | Poutre-caisson Béton précontraint                                                                    | LGV Rhône-Alpes Coteau de la Côtière - Sereine - Autoroute A42 - RN 84 - Ligne Lyon - Genève    | 1991      | Beynost - La Boisse 45° 50′ 23,7″ N, 5° 01′ 02,5″ E                                        | Ain                              |            |
|                                                                      | 136 | Viaduc de la Côtière                                      | 88            | 1 210  | Mixte acier/béton Bipoutre                                                                           | Autoroute A432 Coteau de la Côtière - Sereine - RN 84 - Ligne Lyon - Genève                     | 2011      | Beynost 45° 50′ 24,3″ N, 5° 01′ 04,4″ E                                                    | Ain                              | [ 12 ]     |
|                                                                      | 137 | Viaduc de la Loire                                        | 85            | 787    | Poutre-caisson Béton précontraint                                                                    | Autoroute A87 Loire - Louet                                                                     | 1975 2011 | Les Ponts-de-Cé 47° 25′ 05,7″ N, 0° 30′ 19,4″ O                                            | Maine-et-Loire                   |            |
|                                                                      | 138 | Viaduc-métro de Clichy                                    | 85            | 616    | Poutre-caisson Béton précontraint                                                                    | Ligne 13 du métro de Paris Seine                                                                | 1980      | Clichy 48° 54′ 34,3″ N, 2° 17′ 57,8″ E                                                     | Hauts-de-Seine                   |            |
|                                                                      | 139 | Viaduc de Mondragon-Vénéjan                               | 84            | 637    | Arc Acier, tablier mixte acier/béton Pont bow-string                                                 | LGV Méditerranée Rhône                                                                          | 1999      | Mondragon 44° 12′ 57,6″ N, 4° 41′ 59,6″ E                                                  | Vaucluse                         |            |
|                                                                      | 140 | Viaduc sur l'Yonne                                        | 83            | 579    | Mixte acier/béton Bipoutre                                                                           | Autoroute A19 Route européenne 511 Yonne - RD 58 et 606 - Ligne ferroviaire                     | 1997      | Sens 48° 14′ 13,2″ N, 3° 15′ 13,4″ E                                                       | Yonne                            |            |
|                                                                      | 141 | Viaduc nord du canal Saint-Denis                          | 83            | 768    | Mixte acier/béton Quadripoutre, hauteurs variables                                                   | Autoroute A86 Canal Saint-Denis - RD 24, 27 et 30 - Ligne ferroviaire                           | 2000      | Aubervilliers 48° 55′ 17,5″ N, 2° 22′ 04,7″ E                                              | Seine-Saint-Denis                |            |
|                                                                      | 142 | Pont de Caronte                                           | 82            | 943    | Treillis Acier, piles maçonnerie Pont tournant                                                       | Ligne de la Côte Bleue Canal de Caronte - Bd. Maritime - RD 49F                                 | 1915      | Martigues 43° 24′ 09,7″ N, 5° 01′ 28,9″ E                                                  | Bouches-du-Rhône                 |            |
|                                                                      | 143 | Pont Michel Debré                                         | 82 (×7)       | 678    | Poutre-caisson Béton précontraint                                                                    | RD 31 Loire - RD 751 et 952                                                                     | 1981      | Amboise 47° 25′ 40,4″ N, 1° 00′ 35,2″ E                                                    | Indre-et-Loire                   |            |
|                                                                      | 144 | Pont de Morlaix                                           | 82            | 510    | Poutre-caisson Béton précontraint                                                                    | RN 12 Route européenne 50 Rivière de Morlaix - RD 76 - RD 769                                   | 1995      | Morlaix 48° 35′ 29,5″ N, 3° 50′ 22,7″ O                                                    | Finistère                        |            |
|                                                                      | 145 | Viaduc de Nogent-sur-Marne                                | 80            | 830    | Arc Béton, tablier porté                                                                             | Ligne Paris-Est - Mulhouse - Ligne de la grande ceinture de Paris Marne - Autoroute A4 - RD 120 | 1945      | Nogent-sur-Marne 48° 49′ 55,7″ N, 2° 29′ 48,3″ E                                           | Val-de-Marne                     |            |
|                                                                      | 146 | Pont de l'île d'Oléron                                    | 80 (×4)       | 2 862  | Poutre-caisson Béton précontraint                                                                    | RD 26 Océan Atlantique                                                                          | 1966      | Bourcefranc-le-Chapus - Le Château-d'Oléron 45° 51′ 15″ N, 1° 10′ 54,4″ O                  | Charente-Maritime                |            |
|                                                                      | 147 | Viaduc des Deux-Amants                                    | 80 (×6)       | 574,80 | Poutre-caisson Béton précontraint                                                                    | Route métropolitaine M6 Dépression de Gorge-de-Loup - Rue des Deux-Amants - Ligne ferroviaire   | 1971      | Lyon - Vaise 45° 46′ 09,27″ N, 4° 47′ 34,42″ E                                             | Métropole de Lyon                | [ 13 ]     |
|                                                                      | 148 | Viaduc de Vernègues                                       | 80            | 1 211  | Poutre-caisson Béton précontraint                                                                    | LGV Méditerranée RD 22                                                                          | 1998      | Vernègues 43° 41′ 20,1″ N, 5° 11′ 47,2″ E                                                  | Bouches-du-Rhône                 |            |
|                                                                      | 149 | Viaduc de la Dordogne                                     | 80            | 1 070  | Mixte acier/béton Bipoutre                                                                           | Autoroute A20 Route européenne 9 Dordogne                                                       | 2000      | Souillac 44° 50′ 54,6″ N, 1° 29′ 30,7″ E                                                   | Lot                              |            |
|                                                                      | 150 | Viaduc de l'Elle                                          | 80            | 474    | Mixte acier/béton à pièces de pont et consoles Bipoutre                                              | Autoroute A89 Route européenne 9 Elle                                                           | 2007      | Villac 45° 09′ 48,38″ N, 1° 14′ 40,92″ E                                                   | Dordogne                         |            |
|                                                                      | 151 | Pont de la Seudre                                         | 79            | 1 024  | Poutre-caisson Béton précontraint                                                                    | RD 728E Seudre                                                                                  | 1972      | Marennes - La Tremblade 45° 47′ 57,7″ N, 1° 08′ 17,8″ O                                    | Charente-Maritime                |            |
|                                                                      | 152 | Pont de Savines                                           | 77            | 924    | Poutre-caisson Béton précontraint                                                                    | RN 94 Lac de Serre-Ponçon                                                                       | 1960      | Savines-le-Lac 44° 31′ 51,5″ N, 6° 23′ 45,8″ E                                             | Hautes-Alpes                     |            |
|                                                                      | 153 | Viaduc de Rogerville                                      | 76            | 690    | Poutre-caisson Béton précontraint, bracons                                                           | Autoroute A29 Route européenne 44                                                               | 1996      | Rogerville 49° 30′ 45,5″ N, 0° 17′ 35,5″ E                                                 | Seine-Maritime                   |            |
|                                                                      | 154 | Viaduc de Marnaval                                        | 76            | 598    | Mixte acier/béton Bipoutre                                                                           | RN 4 Canal de la Marne à la Saône - RD 8A                                                       | 1999      | Saint-Dizier 48° 37′ 31,4″ N, 4° 59′ 32,4″ E                                               | Haute-Marne                      |            |
|                                                                      | 155 | Pont ferroviaire de Saumur                                | 75 (×9)       | 725    | Treillis Acier                                                                                       | Ligne Chartres-Bordeaux Loire                                                                   | 1886      | Saumur 47° 15′ 16,2″ N, 0° 03′ 24,4″ O                                                     | Maine-et-Loire                   |            |
|                                                                      | 156 | Viaduc de la Moselle                                      | 75            | 1 510  | Mixte acier/béton Bipoutre, hauteurs variables                                                       | LGV Est européenne Moselle                                                                      | 2007      | Vandières - Champey-sur-Moselle 48° 57′ 15,9″ N, 6° 03′ 05″ E                              | Meurthe-et-Moselle               |            |
|                                                                      | 157 | Viaduc de la Scie                                         | 75            | 500    | Poutres                                                                                              | Route nationale 27 La Scie                                                                      | 2015      | Manéhouville                                                                               | Seine-Maritime                   |            |
|                                                                      | 158 | Pont ferroviaire de Cubzac                                | 74 (×6)       | 2 178  | Treillis Fer forgé                                                                                   | Ligne Chartres-Bordeaux Dordogne                                                                | 1886      | Cubzac-les-Ponts 44° 58′ 07,2″ N, 0° 28′ 05,4″ O                                           | Gironde                          |            |
|                                                                      | 159 | Pont de Cubzac                                            | 73 (×6)       | 1 545  | Treillis Fer forgé                                                                                   | RD 1010 Dordogne                                                                                | 1883      | Cubzac-les-Ponts 44° 57′ 42,6″ N, 0° 27′ 41,4″ O                                           | Gironde                          |            |
|                                                                      | 160 | Viaduc de Pont-Salomon                                    | 70            | 500    | Poutre-caisson Béton précontraint, bracons                                                           | RN 88 Semène - RD 455                                                                           | 1981 2000 | Pont-Salomon 45° 19′ 55,1″ N, 4° 14′ 51,3″ E                                               | Haute-Loire                      |            |
|                                                                      | 161 | Viaduc autoroutier sur le Lot                             | 70            | 532    | Mixte acier/béton Bipoutre, hauteurs variables                                                       | Autoroute A20 Route européenne 9 Lot                                                            | 2002      | Arcambal 44° 27′ 35,4″ N, 1° 30′ 08,7″ E                                                   | Lot                              |            |
|                                                                      | 162 | Viaduc Oise-Aisne (ou Viaduc de Compiègne)                | 66.5          | 2 143  | Poutre-caisson Béton précontraint                                                                    | RN 31 Oise - Aisne                                                                              | 2009      | Clairoix - Choisy-au-Bac 49° 26′ 06″ N, 2° 51′ 38″ E                                       | Oise                             |            |
|                                                                      | 163 | Viaduc de la Haute-Colme                                  | 65            | 1 827  | Mixte acier/béton Bipoutre                                                                           | LGV Nord Aa - RD 300 et 346                                                                     | 1992      | Watten 50° 50′ 39,7″ N, 2° 12′ 40,1″ E                                                     | Nord                             |            |
|                                                                      | 164 | Viaduc de Charix                                          | 64            | 542    | Poutre-caisson Béton précontraint                                                                    | Autoroute A40 Route européenne 21 Route européenne 62 Pissevache - RD 95                        | 1988      | Charix 46° 10′ 15,8″ N, 5° 40′ 43,8″ E                                                     | Ain                              |            |
|                                                                      | 165 | Viaduc du Loing (A19)                                     | 64            | 1 008  | Mixte acier/béton Bipoutre                                                                           | Autoroute A19 Route européenne 60 Loing                                                         | 2009      | Cepoy - Fontenay-sur-Loing 48° 03′ 36,9″ N, 2° 44′ 56,6″ E                                 | Loiret                           |            |
|                                                                      | 166 | Viaduc d'Orgon                                            | 63            | 942    | Mixte acier/béton Bipoutre                                                                           | LGV Méditerranée Durance                                                                        | 1998      | Orgon 43° 48′ 17,8″ N, 5° 02′ 40″ E                                                        | Bouches-du-Rhône                 |            |
|                                                                      | 167 | Viaduc de la Maine                                        | 63            | 530    | Mixte acier/béton Bipoutre                                                                           | Autoroute A11 Route européenne 60 Maine                                                         | 2008      | Angers 47° 29′ 29,3″ N, 0° 32′ 38,1″ O                                                     | Maine-et-Loire                   | [ 14 ]     |
|                                                                      | 168 | Viaduc de l'Avre                                          | 61            | 595    | Mixte acier/béton Bipoutre                                                                           | Autoroute A29 Route européenne 44 Avre - RD 4935 - Lignes ferroviaires                          | 1998      | Boves 49° 51′ 40,5″ N, 2° 22′ 12,8″ E                                                      | Somme                            |            |
|                                                                      | 169 | Viaduc de la Bresle                                       | 61            | 755    | Poutre-caisson Béton précontraint, bracons                                                           | Autoroute A29 Route européenne 44 Bresle - RD 49, 178, 316 et 502                               | 2004      | Aumale - Gauville 49° 46′ 59,3″ N, 1° 45′ 20,8″ E                                          | Seine-Maritime Somme             |            |
|                                                                      | 170 | Viaduc de la Violette                                     | 60 (×8)       | 564    | Mixte acier/béton Bipoutre                                                                           | Autoroute A75 Route européenne 11 Violette - RD 588                                             | 1990      | Grenier-Montgon 45° 17′ 02,6″ N, 3° 13′ 33,3″ E                                            | Haute-Loire                      |            |
|                                                                      | 171 | Viaduc de Sylans                                          | 60 (×22×2)    | 1 266  | Poutre-caisson Béton précontraint, caisson ajouré                                                    | Autoroute A40 Route européenne 21 Route européenne 62                                           | 1998      | Nantua 46° 09′ 55,2″ N, 5° 40′ 17,8″ E                                                     | Ain                              | [ 15 ]     |
|                                                                      | 172 | Viaduc de l'Alses                                         | 60            | 500    | | RN 20                                                                                           | 1999      | Arabaux                                                                                    | Ariège                           |            |
|                                                                      | 173 | Viaduc de Chalifert                                       | 55            | 1 175  | Poutre-caisson Béton précontraint                                                                    | LGV Interconnexion Est Canal de Chalifert - RD 89 - Ligne Paris - Strasbourg                    | 1993      | Chalifert 48° 53′ 58,9″ N, 2° 46′ 36,9″ E                                                  | Seine-et-Marne                   |            |
|                                                                      | 174 | Viaduc de Miribel-Jonage                                  | 53            | 530    | Poutre-caisson Béton précontraint                                                                    | Autoroute A432 Canal de Miribel Canal de Jonage                                                 | 1991 2003 | Jons, Niévroz 45° 48′ 30,7″ N, 5° 03′ 51,2″ E                                              | Ain et Métropole de Lyon         |            |
|                                                                      | 175 | Viaduc de Miribel                                         | 53            | 535    | Poutre-caisson Béton précontraint                                                                    | LGV Rhône-Alpes Canal de Miribel Canal de Jonage                                                | 1993      | Jons, Niévroz 45° 48′ 30″ N, 5° 03′ 49,6″ E                                                | Ain et Métropole de Lyon         |            |
|                                                                      | 176 | Viaduc de la Grenette                                     | 53            | 947    | Poutre-caisson Béton précontraint                                                                    | LGV Méditerranée RD 113 et 166                                                                  | 1998      | La Roche-sur-Grane 44° 41′ 20,6″ N, 4° 56′ 21,3″ E                                         | Drôme                            |            |
|                                                                      | 177 | Pont de Fontenoy-sur-Moselle                              | 53 (×10)      | 621    | Poutre-caisson Béton précontraint                                                                    | RD 191A Moselle                                                                                 |           | Fontenoy-sur-Moselle - Villey-Saint-Étienne 48° 42′ 42,8″ N, 5° 58′ 20,8″ E                | Meurthe-et-Moselle               |            |
|                                                                      | 178 | Viaduc de la Meuse                                        | 52 (×10)      | 602    | Mixte acier/béton Bipoutre, hauteurs variables                                                       | LGV Est européenne Meuse - RD 34 et 109                                                         | 2005      | Lacroix-sur-Meuse 48° 57′ 51,9″ N, 5° 30′ 13″ E                                            | Meuse                            |            |
|                                                                      | 179 | Viaduc de Gien                                            | 51.6 (×7)     | 1 832  | Treillis Acier, piles maçonnerie, viaduc d'accès en maçonnerie                                       | Ligne de Gien à Argent Loire - RD 951                                                           | 1893      | Gien 47° 41′ 15,7″ N, 2° 36′ 51,8″ E                                                       | Loiret                           |            |
|                                                                      | 180 | Viaduc de Cheval Blanc                                    | 51            | 994    | Mixte acier/béton Bipoutre                                                                           | LGV Méditerranée Durance                                                                        | 1998      | Cheval-Blanc 43° 47′ 03,6″ N, 5° 03′ 41″ E                                                 | Vaucluse                         |            |
|                                                                      | 181 | Pont de Varennes-Montsoreau                               | 50            | 600    | Treillis Acier                                                                                       | RD 952A Loire                                                                                   | 1901      | Varennes-sur-Loire - Montsoreau 47° 13′ 20,68″ N, 0° 02′ 48,56″ E                          | Maine-et-Loire                   |            |
|                                                                      | 182 | Viaduc des Egratz                                         | 50            | 1 470  | Poutre-caisson Béton précontraint                                                                    | RN 205 Route européenne 25 Arve                                                                 | 1981      | Passy 45° 55′ 42,9″ N, 6° 44′ 01,8″ E                                                      | Haute-Savoie                     |            |
|                                                                      | 183 | Viaduc Jules-Verne                                        | 50            | 943    | Poutre-caisson Béton précontraint                                                                    | RN 25 Somme - Lignes ferroviaires                                                               | 1987 2002 | Amiens 49° 53′ 02,3″ N, 2° 22′ 18,3″ E                                                     | Somme                            |            |
|                                                                      | 184 | Viaduc du Scardon                                         | 50            | 1 022  | Poutre-caisson Béton précontraint, bracons                                                           | Autoroute A16 Scardon - RD 82                                                                   | 1997      | Abbeville 50° 07′ 26,2″ N, 1° 51′ 30,9″ E                                                  | Somme                            |            |
|                                                                      | 185 | Viaduc des Barrails                                       | 50            | 1 459  | Poutre-caisson Béton précontraint                                                                    | Autoroute A89 Route européenne 70 Viaduc de la Palu d'Arveyres - RD 2089                        | 2000      | Arveyres 44° 53′ 59,8″ N, 0° 16′ 01,2″ O                                                   | Gironde                          |            |
|                                                                      | 186 | Viaduc de Gennevilliers le long de la Darse No. 15        | 49            | 962    | Poutre-caisson                                                                                       | Autoroute A15                                                                                   | 1976      | Gennevilliers                                                                              | Hauts-de-Seine                   |            |
|                                                                      | 187 | Viaduc de Meyssiès                                        | 49            | 538    | Poutre-caisson Béton précontraint                                                                    | LGV Rhône-Alpes RD 41                                                                           | 1993      | Meyssiès 45° 28′ 23,6″ N, 5° 02′ 43,7″ E                                                   | Isère                            |            |
|                                                                      | 188 | Pont Auguste Arsac                                        | 46 (×10)      | 526    | Poutre-caisson Béton précontraint                                                                    | Autoroute A72 Route européenne 70 Loire - Étang de la Beaume                                    | 1984      | Andrézieux-Bouthéon - Veauchette 45° 33′ 12,6″ N, 4° 15′ 40,5″ E                           | Loire                            |            |
|                                                                      | 189 | Viaduc de l'Oli                                           | 41            | 624    | Poutre-caisson Béton précontraint                                                                    | Autoroute A8 Route européenne 74 Route européenne 80 Oli                                        | 1978 1985 | La Trinité 43° 43′ 55,6″ N, 7° 18′ 30″ E                                                   | Alpes-Maritimes                  |            |
|                                                                      | 190 | Pont-canal de Briare                                      | 40            | 662    | Poutre-caisson Cuvette acier, piles maçonnerie Pont-canal                                            | Canal latéral à la Loire Loire - Ancien canal latéral de 1838                                   | 1896      | Briare - Saint-Firmin-sur-Loire 47° 37′ 54,7″ N, 2° 44′ 11,4″ E                            | Loiret                           |            |
|                                                                      | 191 | Viaduc du Crould                                          | 39            | 545    | Poutre-caisson Béton précontraint                                                                    | LGV Nord RD 47                                                                                  | 1992      | Goussainville 49° 01′ 03″ N, 2° 28′ 23″ E                                                  | Val-d'Oise                       |            |
|                                                                      | 192 | Viaduc de Verberie                                        | 38            | 1 527  | Poutre-caisson Béton précontraint                                                                    | LGV Nord Oise - RD 123 et 155                                                                   | 1992      | Verberie 49° 18′ 45,3″ N, 2° 42′ 39,4″ E                                                   | Oise                             |            |
|                                                                      | 193 | Viaduc de la ligne B du métro de Rennes                   | 30 à 37 (×36) | 2395   | Poutre-caisson Tablier et piles en béton                                                             | Ligne B du métro de Rennes Diverses routes                                                      | 2022      | Rennes et Cesson-Sévigné 48° 07′ 36″ N, 1° 37′ 49″ O                                       | Ille-et-Vilaine                  |            |
|                                                                      | 194 | Viaduc de Roberval                                        | 34            | 544    | Poutres Béton précontraint                                                                           | Autoroute A1 Route européenne 15 Route européenne 19 RD 100                                     | 1965      | Roberval 49° 17′ 46,2″ N, 2° 41′ 24,4″ E                                                   | Oise                             |            |
|                                                                      | 195 | Viaduc de la Darse d'Alfortville                          | 33            | 685    | | Autoroute A86                                                                                   | 1985      | Alfortville                                                                                | Val-de-Marne                     |            |
|                                                                      | 196 | Pont de l'Alleud                                          | 30            | 601    | Maçonnerie 17 arches elliptiques                                                                     | Petit Anjou Loire                                                                               | 1863      | La Possonnière - Chalonnes-sur-Loire 47° 21′ 40,6″ N, 0° 43′ 11″ O                         | Maine-et-Loire                   |            |
|                                                                      | 197 | Viaduc de la Borrèze                                      | 15            | 571    | Maçonnerie 30 arches plein cintre                                                                    | Ligne Orléans - Montauban Borrèze                                                               | 1891      | Souillac 44° 54′ 06,7″ N, 1° 28′ 29,1″ E                                                   | Lot                              |            |
|                                                                      | 198 | Viaduc de Monts                                           | 10            | 751    | Maçonnerie 59 arches plein cintre                                                                    | Ligne Paris - Bordeaux Indre                                                                    | 1851      | Monts 47° 17′ 34,9″ N, 0° 39′ 27,7″ E                                                      | Indre-et-Loire                   |            |
|                                                                      | 199 | Viaduc de Chaumont                                        | 10            | 600    | Maçonnerie 3 niveaux (25, 49 et 50 arches)                                                           | Ligne Paris-Est - Mulhouse Suize                                                                | 1857      | Chaumont 48° 06′ 38,8″ N, 5° 07′ 16,3″ E                                                   | Haute-Marne                      |            |
|                                                                      | 200 | Viaduc de Mirville                                        | 9             | 524    | Maçonnerie 48 arches plein cintre, brique rouge                                                      | Ligne Paris - Le Havre RD 72 et 252                                                             | 1844      | Mirville 49° 36′ 25,6″ N, 0° 26′ 52,1″ E                                                   | Seine-Maritime                   |            |
|                                                                      | 201 | Viaduc des boulevards de Grenelle, Garibaldi et Pasteur   |               | 2670   | Poutre en treillies parabolique                                                                      | Ligne 6 du Métro de Paris Seine et Paris                                                        | 1906      | 15e arrondissement de Paris 48° 50′ 56,4″ N, 2° 17′ 53,52″ E                               | Paris                            |            |
|                                                                      | 202 | Viaduc de la ligne 2 du métro de Paris                    |               | 1910   | Poutre en treillies parabolique                                                                      | Ligne 2 du métro de Paris Canal Saint-Martin Boulevard de la Villette Boulevard de la Chapelle  | 1903      | 10e arrondissement de Paris 48° 52′ 51,01″ N, 2° 22′ 12,96″ E                              | Paris                            |            |
|                                                                      | 203 | Viaduc de Nîmes                                           |               | 1 600  | Maçonnerie                                                                                           | Ligne Tarascon - Sète Vallées du Vistre et du Cadereau                                          | 1845      | Nîmes 43° 50′ 04,3″ N, 4° 22′ 07″ E                                                        | Gard                             |            |
|                                                                      | 204 | Viaduc du boulevard Vincent-Auriol                        |               | 1 440  | Treillis parabolique                                                                                 | Ligne 6 du métro de Paris Boulevard Vincent-Auriol                                              | 1909      | 13e arrondissement de Paris 48° 49′ 58″ N, 2° 21′ 43″ E                                    | Paris                            |            |
|                                                                      | 205 | Viaduc de la Saône                                        |               | 1 340  | Mixte acier/béton Bipoutre                                                                           | LGV Rhin-Rhône Saône                                                                            | 2011      | Auxonne 47° 13′ 30,7″ N, 5° 24′ 07,6″ E                                                    | Côte-d'Or                        |            |
|                                                                      | 206 | Viaduc sur la Charente sur l'A837                         |               | 856    | Mixte acier/béton Bipoutre                                                                           | Autoroute A837 Route européenne 602 Charente - Ligne Nantes - Saintes                           | 1996      | Saint-Savinien 45° 52′ 49,5″ N, 0° 44′ 12,4″ O                                             | Charente-Maritime                |            |
|                                                                      | 207 | Viaduc de la Savoureuse                                   | (×12)         | 792    | Mixte acier/béton Bipoutre, 11 piles tétrapodes mixtes acier/béton                                   | LGV Rhin-Rhône Savoureuse - Canal de la Haute-Saône - Autoroute A36 - RN 437                    | 2011      | Bermont - Trévenans 47° 34′ 33,6″ N, 6° 51′ 33,1″ E                                        | Territoire de Belfort            |            |
|                                                                      | 208 | Viaduc des Neyrolles                                      |               | 782    | Poutre-caisson Béton précontraint                                                                    | Autoroute A40 Route européenne 21 Route européenne 62 Vallée de Nantua                          | 1985      | Nantua 46° 08′ 38,9″ N, 5° 37′ 52,4″ E                                                     | Ain                              |            |
|                                                                      | 209 | Viaduc du boulevard Auguste-Blanqui                       |               | 780    | Métallique                                                                                           | Ligne 6 du métro de Paris Boulevard Auguste-Blanqui                                             | 1906      | 13e arrondissement de Paris 48° 49′ 51,6″ N, 2° 20′ 37,9″ E                                | Paris                            |            |
|                                                                      | 210 | Viaduc de la Lizaine                                      |               | 724    | Mixte acier/béton Bi-caisson                                                                         | LGV Rhin-Rhône Lizaine - Ligne Dole - Belfort - RD 316 et 438H                                  | 2011      | Héricourt 47° 33′ 34,6″ N, 6° 46′ 44,3″ E                                                  | Haute-Saône                      |            |
|                                                                      | 211 | Viaduc du Bec                                             |               | 690    | Mixte acier/béton Bipoutre                                                                           | Autoroute A28 Route européenne 402 Bec - RD 39                                                  | 2005      | Brionne 49° 12′ 18,7″ N, 0° 46′ 11,4″ E                                                    | Eure                             |            |
|                                                                      | 212 | Viaduc de Goutte Vignole                                  |               | 622    | Mixte acier/béton Bipoutre                                                                           | Autoroute A89                                                                                   | 2013      | Saint-Marcel-l'Éclairé Saint-Forgeux 45° 53′ 00,4″ N, 4° 27′ 42″ E                         | Rhône                            |            |
|                                                                      | 213 | Pont de l'A85 sur la Loire                                |               | 602    | Mixte acier/béton Bipoutre                                                                           | Autoroute A85 Route européenne 60 Loire - RD 16 et 952                                          | 1993      | Cinq-Mars-la-Pile 47° 19′ 53,2″ N, 0° 27′ 34,3″ O                                          | Indre-et-Loire                   |            |
|                                                                      | 214 | Viaduc de Savas-Mépin                                     |               | 565    | Mixte acier/béton Bipoutre                                                                           | LGV Rhône-Alpes                                                                                 | 1993      | Savas-Mépin 45° 29′ 09,9″ N, 5° 03′ 05,3″ E                                                | Isère                            |            |
|                                                                      | 215 | Pont de Champtoceaux                                      |               | 560    | Poutres Béton précontraint                                                                           | RD 751C Loire                                                                                   | 1976      | Oudon - Champtoceaux 47° 20′ 28″ N, 1° 16′ 42,7″ O                                         | Maine-et-Loire                   |            |
|                                                                      | 216 | Viaduc de Miribel                                         |               | 536    | | LGV Rhône-Alpes                                                                                 | 1993      | Jons, Niévroz                                                                              | Rhône, Ain                       |            |
|                                                                      | 217 | Viaduc de Saint-Geniès-de-Comolas                         |               | 533    | | LGV Méditerranée                                                                                | 1999      | Saint-Geniès-de-Comolas                                                                    | Gard                             |            |
|                                                                      | 218 | Viaduc du Careï                                           |               | 521    | Poutre-caisson Béton précontraint                                                                    | Autoroute A8 Route européenne 74 Route européenne 80 RD 2566                                    | 1986      | Menton - La Turbie 43° 47′ 48,5″ N, 7° 29′ 23,3″ E                                         | Alpes-Maritimes                  |            |
|                                                                      | 219 | Pont d'Ingrandes-sur-Loire                                |               | 517    | Suspendu Tablier poutres acier, pylônes maçonnerie, câbles d'équilibre                               | RD 6 Loire                                                                                      | 1948      | Ingrandes - Le Mesnil-en-Vallée 47° 24′ 03,1″ N, 0° 55′ 07,8″ O                            | Maine-et-Loire                   |            |
|                                                                      | 220 | Viaduc de Pomponne                                        |               | 505    | Poutres Béton précontraint                                                                           | Autoroute A104 Marne - Lignes ferroviaires                                                      | 1978      | Pomponne 48° 52′ 31,1″ N, 2° 40′ 09,2″ E                                                   | Seine-et-Marne                   |            |
|                                                                      | 221 | Pont suspendu de Triel                                    |               |        | Suspendu Tablier poutres acier, pylônes béton                                                        | RD 2 - Rue Eugène-Senet Seine                                                                   | 1956      | Triel-sur-Seine - Vernouillet 48° 58′ 42,5″ N, 2° 00′ 05,2″ E                              | Yvelines                         |            |

## Grands ponts en construction, en projet ou achevé mais pas encore en service
|  |  | Nom                                       | Portée | Long. | Type                                     | Voie portée Voie franchie    | Date      | Localisation                              | Département               | Ref. |
|  |  | ----------------------------------------- | ------ | ----- | ---------------------------------------- | ---------------------------- | --------- | ----------------------------------------- | ------------------------- | ---- |
|  |  | Viaduc de la ligne 18 du métro de Paris   | 58     | 6700  | Poutre-caisson Béton précontraint        | Ligne 18 Plateau de Saclay   | 2021-2025 | Plateau de Saclay                         | L'Essonne et les Yvelines | ,    |
|  |  | Viaduc de la ligne C du métro de Toulouse |        | 5400  | Poutre-caisson Tablier et piles en béton | Ligne C du métro de Toulouse | 2023-2027 | Toulouse - Labège                         | Haute-Garonne             |      |
|  |  | Viaduc de la ligne 17 du métro de Paris   |        | 3000  | Mixte acier/béton                        | Ligne 17                     | 2023-2028 | Villepinte                                | Seine-Saint-Denis         | ,    |
|  |  | Viaduc de la ligne B du métro de Toulouse |        | 2200  | Poutre-caisson Tablier et piles en béton | Ligne B du métro de Toulouse | 2023-2026 | Toulouse - Ramonville-Saint-Agne - Labège | Haute-Garonne             |      |

## Grands ponts hors service, démolis ou détruits
Le tableau qui suit montre les ponts possédant des portées supérieures à 100 mètres ou des longueurs totales supérieures à 500 mètres mais qui ne sont plus utilisés de nos jours (liste non exhaustive).
On distingue plusieurs types de ponts inutilisés : hors service (toujours en place mais fermés à la circulation), démolis (volontairement car en ruine, dangereux…), détruits (involontairement par une tempête, une crue, un dysfonctionnement…). Les ouvrages reconstruits à l'identique et toujours en service de nos jours ne figurent pas dans cette partie, seuls ceux qui n'ont pas été reconstruits, ceux lourdement réhabilités comme la transformation d'un pont suspendu en pont en treillis, ou les ouvrages inutilisés reconstruits sur d'autres sites sont mentionnés.
|  |    | Nom                                   | Note | Portée   | Long.  | Type                                                                                     | Voie portée Voie franchie                        | Date           | Localisation                                                  | Département               | Ref.   |
|  | -- | ------------------------------------- | --- | -------- | ------ | ---------------------------------------------------------------------------------------- | ------------------------------------------------ | -------------- | ------------------------------------------------------------- | ------------------------- | ------ |
|  |    | Voie d'essai de l'aérotrain d'Orléans | Hors service, N'est plus le plus long pont de France car sectionné au dessus de routes.                                   | 20       | 18 000 | Poutre-caisson Béton précontraint                                                        |                                                  | 1969           | 48° 01′ 42″ N, 1° 53′ 02″ E                                   | Loiret                    |        |
|  | 1  | Pont de Térénez                       | Hors service | 272      |        | Suspendu Tablier treillis acier, pylônes béton                                           | RD 791 Aulne                                     | 1951           | Landévennec - Rosnoën 48° 16′ 07,6″ N, 4° 15′ 45,2″ O         | Finistère                 |        |
|  | 2  | Pont de La Roche-Bernard              | Détruit par une tempête en 1870. Après reconstruction, une mine le fit sauter en 1944                                     | 198      | 360    | Suspendu Tablier bois                                                                    | Vilaine                                          | 1839           | Nivillac - Marzan 47° 31′ 29,7″ N, 2° 18′ 17,3″ O             | Morbihan                  |        |
|  | 3  | Pont de La Roche-Bernard              | Détruit le 4 août 1944 lorsque la foudre déclencha accidentellement des explosifs placés sur le pont                      | 198      | 350    | Arc Acier, tablier intermédiaire                                                         | Vilaine                                          | 1911           | Nivillac - Marzan 47° 31′ 29,9″ N, 2° 18′ 17,8″ O             | Morbihan                  |        |
|  | 4  | Pont de Mirabeau                      | Démoli en 1988 | 175      |        | Suspendu Tablier poutres acier, pylônes béton                                            | RD 996 Durance                                   | 1935 1947      | Mirabeau 43° 41′ 23,7″ N, 5° 40′ 01,5″ E                      | Vaucluse Bouches-du-Rhône |        |
|  | 5  | Pont du Bonhomme                      | Démoli en 1980, les pylônes sont conservés                                                                                | 163      | 237    | Suspendu Tablier treillis acier, pylônes maçonnerie                                      | Blavet                                           | 1904           | Kervignac 47° 45′ 53,7″ N, 3° 18′ 07,8″ O                     | Morbihan                  |        |
|  | 6  | Pont de Mirabeau                      | Détruit durant la Première Guerre mondiale                                                                                | 155      |        | Suspendu Câbles fil de fer, pylônes maçonnerie                                           | Durance                                          | 1831 1835 1845 | Mirabeau 43° 41′ 24,3″ N, 5° 40′ 03,3″ E                      | Vaucluse Bouches-du-Rhône |        |
|  | 7  | Pont de Lézardrieux                   | Réhabilité en pont à câble de type Gisclard, ajout de 2 piles (la portée sera alors de 112 mètres)                        | 152      | 261    | Suspendu Pylônes maçonnerie                                                              | Trieux                                           | 1840           | Lézardrieux - Paimpol 48° 46′ 50,2″ N, 3° 06′ 22,6″ O         | Côtes-d'Armor             |        |
|  | 8  | Pont suspendu de Trellins             | Hors service | 146      |        | Suspendu Tablier poutres acier, pylônes maçonnerie                                       | Isère                                            | 1906           | Vinay 45° 11′ 43,3″ N, 5° 25′ 29,3″ E                         | Isère                     | [ 20 ] |
|  | 9  | Viaduc des Fades                      | Trafic ferroviaire suspendu pour vétusté de la ligne                                                                      | 144      | 470    | Treillis Acier, piles maçonnerie                                                         | Ligne de Lapeyrouse à Volvic Sioule              | 1909           | Sauret-Besserve Les Ancizes-Comps 45° 58′ 17″ N, 2° 48′ 11″ E | Puy-de-Dôme               |        |
|  | 10 | Viaduc des Rochers Noirs              | Hors service | 140      | 170    | Suspendu Tablier poutres acier, pylônes maçonnerie                                       | Transcorrézien Luzège                            | 1913           | Lapleau - Soursac 45° 16′ 06,2″ N, 2° 10′ 56″ E               | Corrèze                   |        |
|  | 11 | Pont suspendu de Cubzac               | Endommagé par une tempête en 1869 et réhabilité en pont en treillis en 1883                                               | 109 (×5) |        | Suspendu Pylônes fonte, piles et viaduc d'accès en maçonnerie                            | Dordogne                                         | 1836           | Cubzac-les-Ponts 44° 57′ 43,1″ N, 0° 27′ 40,4″ O              | Gironde                   |        |
|  | 12 | Pont National (Brest)                 | Détruit par des bombardements alliés en 1944                                                                              | 104      |        | Treillis Acier, piles maçonnerie Pont tournant                                           | Rue de la Porte - Rue Pierre Brossolette Penfeld | 1861           | Brest 48° 23′ 03,7″ N, 4° 29′ 47,3″ O                         | Finistère                 |        |
|  | 13 | Pont de la Basse-Chaîne               | Détruit le 16 avril 1850 Le pont s'écroula alors qu'un régiment d'infanterie légère le traversait, 223 hommes furent tués | 102      |        | Suspendu Câbles en fils de fer, tablier bois, pylônes base maçonnerie et obélisque fonte | Maine                                            | 1838           | Angers 47° 28′ 14,7″ N, 0° 33′ 47,3″ O                        | Maine-et-Loire            |        |
|  | 14 | Pont de la Rivière Saint-Étienne      | Détruit le 25 février 2007 lors du passage du cyclone tropical Gamède                                                     |          | 520    | Poutre-caisson Béton précontraint, piles maçonnerie                                      | RN1 Rivière Saint-Étienne                        | 1993           | Saint-Pierre - Saint-Louis 21° 17′ 40,7″ S, 55° 25′ 00,7″ E   | La Réunion                | [ 21 ] |